# John Martin (Rennfahrer)

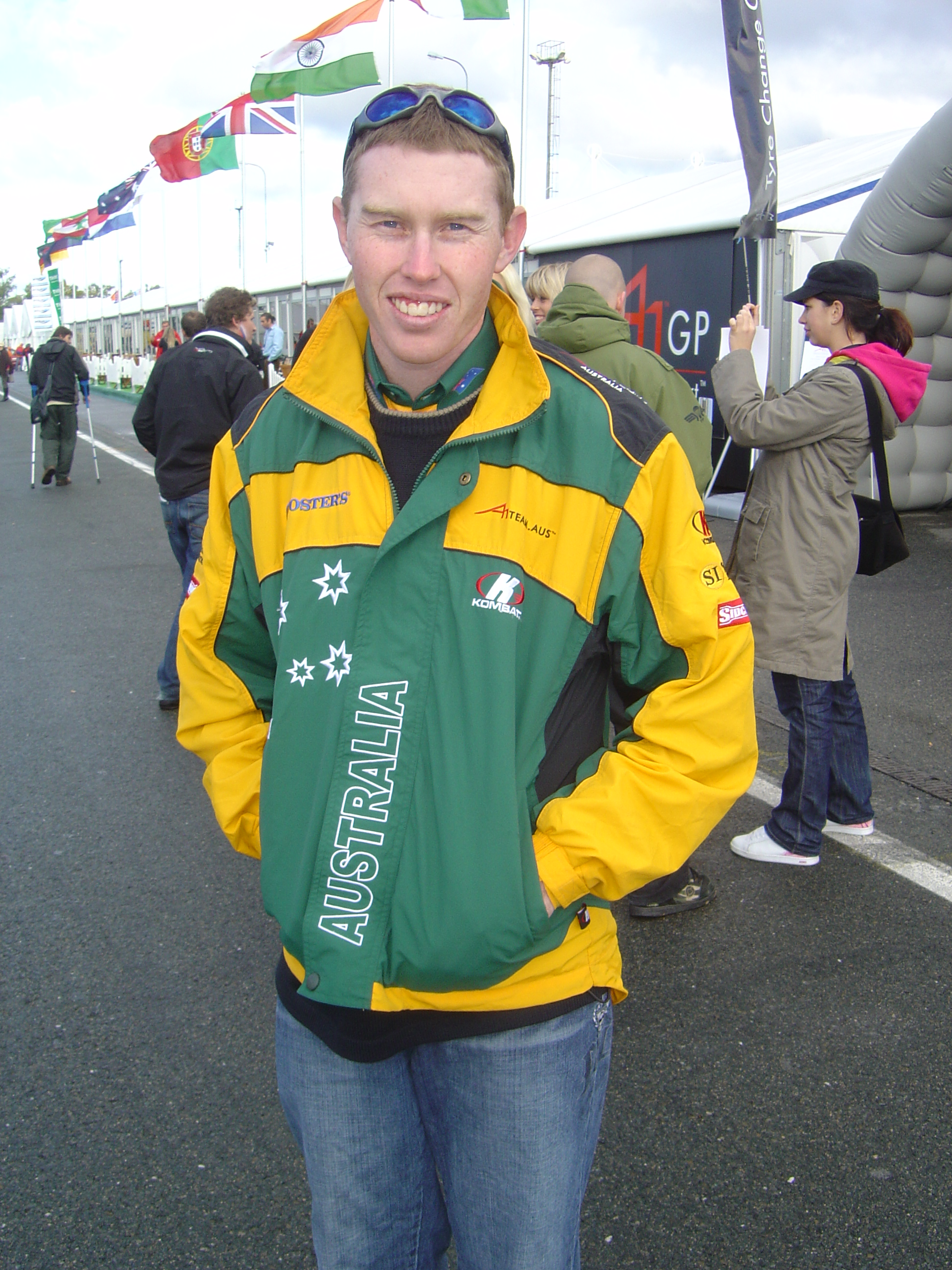
John Martin (2007)

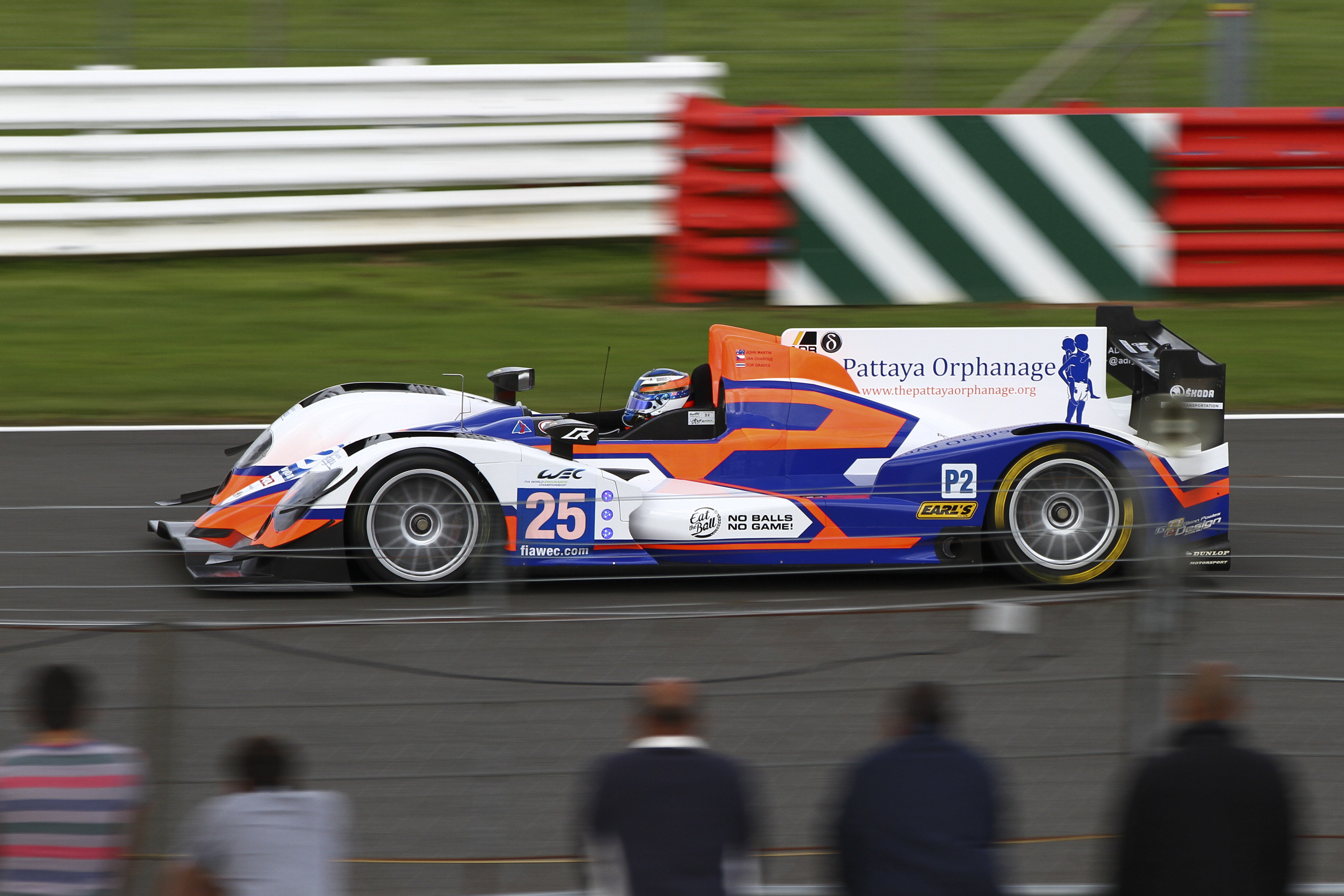
John Martin am Steuer eines Oreca 03, beim 6-Stunden-Rennen von Silverstone 2012

John Kenneth Martin (* 8. Juli 1984 in Gosford) ist ein australischer Rennfahrer.

## Karriere
Wie die meisten Motorsportler begann Martin seine Karriere im Kartsport, in dem er von 2001 bis 2004 aktiv war. Anschließend wechselte er 2005 in den Formelsport. Auf Anhieb gewann er die australische Formel-Ford-Victoria-Meisterschaft und wurde Vizemeister der australischen Formel-Ford-New-South-Wales-Meisterschaft. Außerdem startete er zu sechs Rennen der australischen Formel Ford und belegte am Ende der Saison mit zwei Siegen den zehnten Gesamtrang. 2006 legte Martin sein Hauptaugenmerk auf die australische Formel Ford und gewann mit acht Siegen den Meistertitel dieser Serie. Außerdem trat er als Gastfahrer in der britischen Formel Ford an und kam bei einem Rennen als Erster ins Ziel.
2007 wechselte Martin in die britische Formel-3-Meisterschaft zu Alan Docking Racing, für die er bereits in der britischen Formel Ford angetreten war. Mit einem vierten Platz als bestes Resultat belegte er den 15. Gesamtrang. Nachdem er im Winter 2007/2008 eine halbe Saison in der A1 Grand Prix für das australische Team gestartet war, bestritt er 2008 für Räikkönen Robertson Racing startend seine zweite Saison in der britischen Formel-3-Meisterschaft. Der Australier konnte bei einigen Rennen Punkte erzielen und belegte am Saisonende den 13. Platz in der Fahrerwertung. Außerdem gewann er in diesem Jahr die Indy F3 Challenge der australischen Formel 3.
Nachdem er im Winter 2008/2009 erneut an der A1GP teilgenommen hatte und drei vierte Plätze als beste Resultate erzielt hatte, wechselte Martin 2009 in die Superleague Formula und startete für das von Alan Docking Racing betreute Team der Glasgow Rangers. Er beendete zwei Rennen auf dem zweiten Platz und belegte mit seinem Team am Saisonende den zehnten Platz in der Meisterschaft. Darüber hinaus nahm er an insgesamt sieben Rennen der Saison 2009 der World Series by Renault teil und wurde für Comtec Racing startend 22. in der Gesamtwertung. 2010 bestreitet er seine zweite Saison in der Superleague Formula. Nachdem er das erste Rennwochenende für das vom Alpha Team betreute Team von Atlético Madrid gestartet war, wechselte er in das von Alan Docking Racing betreute Team von Beijing Guoan. Nach den ersten drei Rennwochenenden ist ein dritter Platz sein bestes Resultat.

## Statistik

### Karrierestationen
- 2001–2004: Kartsport
- 2005: Australische Formel Ford Victoria (Meister), australische Formel Ford New South Wales (Platz 2)
- 2006: Australische Formel Ford (Meister)
- 2007: Britische Formel-3-Meisterschaft (Platz 15)
- 2008: Britische Formel-3-Meisterschaft (Platz 13), A1 Grand Prix
- 2009: Superleague Formula, World Series by Renault (Platz 22), A1GP
- 2010: Superleague Formula

### Le-Mans-Ergebnisse
| Jahr | Team           | Fahrzeug | Teamkollege                    | Teamkollege | Platzierung     | Ausfallgrund |
| ---- | -------------- | -------- | ------------------------------ | ----------- | --------------- | ------------ |
| 2012 | ADR-Delta      | Oreca 03 | Jan Charouz                    | Tor Graves  | Rang 13         |              |
| 2013 | G-Drive Racing | Oreca 03 | Roman Alexandrowitsch Russinow | Mike Conway | disqualifiziert |              |

### Sebring-Ergebnisse
| Jahr | Team      | Fahrzeug | Teamkollege | Teamkollege | Platzierung | Ausfallgrund |
| ---- | --------- | -------- | ----------- | ----------- | ----------- | ------------ |
| 2012 | ADR-Delta | Oreca 03 | Tor Graves  | Robbie Kerr | Rang 11     |              |